# 히라바야시역 (오사카부)
히라바야시역(일본어: 平林駅, ひらばやしえき)은 일본 오사카부 오사카시 스미노에구에 있는 오사카 메트로 난코 포트타운선의 역이다. 역 번호는 P17이다.

## 역 구조
스미노에도리의 중앙에 위치한 병용 궤도 위의 고가역에서 섬식 승강장 1면 2선의 고가역이다. 2층에 개찰구와 대합실, 3층에 승강장이 있다. 개찰구는 스미노에코엔 방향으로 1개소만 있다. 지상과는 도로 외부의 계단에서 왕래한다. 남쪽에는 엘리베이터가 설치되어 있다.
당역은 난코 운수 사무소의 소속으로 스미노에코엔 역의 피관리역이다.

### 승강장
| 승강장 | 노선             | 행선                        |
| ------ | ---------------- | --------------------------- |
| 1      | 난코 포트타운 선 | 스미노에코엔 행             |
| 2      | 난코 포트타운 선 | 나카후토・코스모스퀘어 방면 |

## 역 주변
역 부근은 경공업 지역으로 역 북쪽으로는 공업 전용 지역이다.
- 쇼헤이바시
- 신키타지마 공원
- 제3 저목장
- 스미노에 우체국
- 오사카 시립 히라바야시 초등학교
- 오사카 시립 신키타지마 중학교
- 구리모토 철공소 가가야 공장

## 역사
- 1981년 3월 16일: 오사카 시 교통국 난코 포트타운 선 스미노에코엔 ~ 나카후토 역간 개통과 동시에 영업 개시.

## 인접역
| ■ 오사카 메트로 난코 포트타운선 | ■ 오사카 메트로 난코 포트타운선 | ■ 오사카 메트로 난코 포트타운선    |
| ------------------------------- | ------------------------------- | ---------------------------------- |
| P16 난코구치 코스모스퀘어 방면  |                                 | 스미노에코엔 P18 스미노에코엔 방면 |